# (300199) 2006 WK100
(300199) 2006 WK100 es un asteroide perteneciente al cinturón de asteroides descubierto el 19 de noviembre de 2006 por el equipo del Catalina Sky Survey desde el Catalina Sky Survey, Arizona, Estados Unidos.

## Designación y nombre
Designado provisionalmente como 2006 WK100.

## Características orbitales
2006 WK100 está situado a una distancia media del Sol de 3,062 ua, pudiendo alejarse hasta 3,593 ua y acercarse hasta 2,531 ua. Su excentricidad es 0,173 y la inclinación orbital 6,963 grados. Emplea 1957,56 días en completar una órbita alrededor del Sol.

## Características físicas
La magnitud absoluta de 2006 WK100 es 15,9. 